# 佐伯繁
佐伯 繁（さえき しげる、1969年6月24日 - ）は、日本の格闘技プロモーター。DEEPおよびDEEP JEWELS代表。

## 来歴
富山県立山町に生まれ、小学生になる時に愛知県春日井市に転居。高校卒業後に父が営んでいた配管工事業を手伝う。その後カメラマンの道に進み、コマーシャルフォトカメラマンのアシスタントを経て、22歳でフリーのカメラマンとして独立。
その後カメラスタジオから編集プロダクション、広告代理業務で名古屋を中心に大阪、福岡、熊本、札幌に支店を持ち100名以上の社員を雇用する会社に成長させた。同時にファミコン販売店、焼肉屋、バー、Tシャツショップなども経営、プロレスのプロモート業も手掛ける。パンクラス大阪道場のオーナーでもあった。

### DEEP設立
2001年1月にPRIDEに刺激され格闘技イベント「DEEP」を愛知県体育館で旗揚げ。2002年12月のDEEPファン感謝イベント「SAEKI祭り」では、プロレス好きが高じてプロレスラーとしてデビュー。2003年10月のPRIDE武士道シリーズ開始にあたり、DSEと業務提携を始め、マッチメイクや選手派遣に関わることとなった。
PRIDE解散後はDREAMの広報を務め、2013年8月に女子総合格闘技DEEP JEWELSを旗揚げし、2014年の大晦日にはさいたまスーパーアリーナでDEEP DREAM IMPACT 2014を開催した。2015年にDEEP DREAM IMPACT 2014のドキメンタリー映画「REVIVALこれが日本の総合格闘技だ」を制作し、映画監督デビュー。同作品は第2回新人監督映画祭の招聘部門で上映され、シネ・リーブル池袋、センチュリーシネマ（名古屋パルコ東館8階）で劇場公開された。